# Alberto Lijé
Alberto Lijé (Morón, provincia de Buenos Aires, 2 de febrero de 1920 - ?) fue un jugador de fútbol argentino que jugaba como delantero, más precisamente como entreala derecho (también llamado insider derecho).

## Biografía
De chico jugó con Alfredo Borgnia y Juan Maril en un equipo juvenil de Morón llamado Coronel Brandsen, cuyo técnico era el padre de Maril y donde también jugaba Salvador Grecco. Procedente de dicho club juvenil, se incorporó en la sexta división al Club Ferro Carril Oeste, del barrio de Caballito, en la ciudad de Buenos Aires, junto con Juan Maril y Alfredo Borgnia.
Con Ferro debutó en Primera División en 1937, año en que jugó 2 partidos y marcó 2 goles. Era suplente de la delantera histórica conocida como La Pandilla o Los Cinco Mosqueteros.
En el club de Caballito jugó un total de 87 partidos entre 1937 y 1943, en los que convirtió 31 goles.
En 1943, asimismo, jugó su único partido oficial para la selección argentina de fútbol, la ida ante Paraguay por la Copa Chevallier Boutell. Ambos encuentros de la copa se disputaron en Asunción. Argentina ganó el primero, en el que jugó Lijé, por 5 a 2 y perdió el segundo por 1 a 2, por lo que fue campeón de esa edición de la copa. Lijé no convirtió goles en ese partido de ida.
En 1944 hubo otro partido, de carácter extraoficial, que disputó Alberto Lijé para la selección argentina. Fue en una derrota en Montevideo por 1 a 2 contra Uruguay, que se había organizado para recaudar fondos por el Terremoto de San Juan. Tuvo la particularidad de que Arsenio Erico, el delantero paraguayo que posee el récord histórico de goles del fútbol argentino, jugó para la selección argentina. Compartió equipo además, por única vez, con Ángel Labruna, el segundo máximo goleador del fútbol argentino.
Lijé continuó su carrera en el Club Atlético Boca Juniors, donde jugó 18 partidos y marcó 5 goles. Ganó el Campeonato de Primera División de 1944.
Luego de su paso por Boca, continuó su carrera en el Club Atlético Lanús. En el club granate, entre 1945 y 1948 jugó 65 partidos y marcó 23 goles.

## Trayectoria
| Equipo                     | Temporadas | Partidos | Goles | Promedio |
| -------------------------- | ---------- | -------- | ----- | -------- |
| Club Ferro Carril Oeste    | 1937-1943  | 87       | 31    | 0,35     |
| Selección Argentina        | 1943       | 1        | 0     | 0        |
| Club Atlético Boca Juniors | 1944       | 18       | 5     | 0,27     |
| Club Atlético Lanús        | 1945-1948  | 65       | 23    | 0,35     |
| Total en su carrera        | 1937-1948  | 171      | 59    | 0,34     |

## Palmarés

### Campeonatos nacionales
| Título                        | Club                       | País      | Año  |
| ----------------------------- | -------------------------- | --------- | ---- |
| Primera División de Argentina | Club Atlético Boca Juniors | Argentina | 1944 |

### Copas internacionales
| Título                       | Sede     | Equipo              | Año  |
| ---------------------------- | -------- | ------------------- | ---- |
| Copa Rosa Chevallier Boutell | Paraguay | Selección argentina | 1943 |